# Esperantologio
Esperantologio (=Eszperantológia) egy speciális eszperantó nyelvészet, amely szóalkotással, szóösszetétellel, szóbevezetéssel, a nemzetközi szakszavak és tulajdonnevek átírásával foglalkozik. A szóalkotás eszperantológiai alapelvei például a szükségesség és az elégségesség elvei, amelyek egyensúlyt kívánnak tartani a szó rövidsége és világossága között. Az eszperantológia az interlingvisztika legfontosabb ága: célja, hogy az eszperantó nyelvet nyelvi szempontból egységesítse.

## Alapelv
Az eszperantológia a elvei a szógyökökkel kapcsolatban:
- A nemzetköziség elve
- A más nyelvi elemekkel való analógia elve
- A szókincs gazdaságosságának elve
- A józanság elve.

Mint látható, ezek az elvek nem mindig kompatibilisek egymással; például a nemzetköziséghez a „internacieca”, míg az analógiához és a szótárgazdasághoz a „internacia” szóra van szükség. A nyelvben a 2. és 3. alapelv fontosabbnak tűnik, mint az 1.
Emellett az eszperantológiai alapelvek szükséges érvényesülését akadályozza a nyelvhasználat is, amely szankcionálhatja a nem egészen helyes formákat, és a világos formákat önmagukban is homályossá teheti. És különösen hangsúlyozni kell, hogy a fenti elvek szerint csak az új szavakat lehet kritizálni, a nyelv ősi vagy gyökeres szavait nem. Nyilvánvaló, hogy az ilyen erőfeszítések csak szakadásokhoz vezetnének, mert az elvek abszolút összeegyeztethetőségének hiánya miatt általános megegyezésre soha nem lenne lehetőség. Tehát az olyan erőfeszítések, mint amilyeneket Sentis tett például az azonos latin gyökből származó szavak (tegyük fel, javasol, pihen, összeállítás, szembeállítás; fordítás előállítása, magatartás stb.) közötti analógia létrehozása, alapvetően helytelenek, mert nem veszik figyelembe a hagyományt és a nyelvi egység igényét, ami minden más elvnél fontosabb.

## Értelmezése
- A Standard Eszperantológia egy olyan módszer, amellyel az Fundamento de Esperanto jogi szempontból kezelhető. Helmut Welger kezdeményezte, és figyelemre méltó módon folytatta Bernhard Pabst. A Standard Eszperontológia alapvető feladata annak meghatározása, hogyan kell valamit helyesen mondani vagy írni.
- A Standard előíró eszperantológia egy tudomány az eszperantó nyelv érvényes szabályairól, annak (hierarchikus) szabályrendszeréről (1. Bolognai Nyilatkozat, 2. Hivatalos adalékok, 3. köznyelvhasználat, 4. Zamenhof stílus). Vagyis, hogy mi a nyelvtanilag helyes és stilisztikailag jó az eszperantó szempontjából. Ennek érdekében szisztematikusan és következetesen alkalmazza a normatív tudomány módszertanát, különös tekintettel a normatív logikára, a szemantikai és teleológiai normaértelmezésekre és a normák formális teleológia segítségével történő kiegészítésére. A formális teleológia - i.e. a racionálisan célorientált tevékenység formális elmélete - részben egyenértékű a normalogikával, mert a célok kvázi normáknak tekinthetők. (Maga a normalogika nem előíró jellegű, mert csak ellenőrizni tudja a szabályokat, vagy levezetheti azokat más, már érvényes szabályból, de szabályokat maga nem alkothat).

## Híres eszperantológusok
Híres eszperantológusok listája

## Fordítás
- Ez a szócikk részben vagy egészben  az   Esperantologio című eszperantó Wikipédia-szócikk ezen változatának fordításán alapul.  Az eredeti cikk szerkesztőit annak laptörténete sorolja fel. Ez a jelzés csupán a megfogalmazás eredetét és a szerzői jogokat jelzi, nem szolgál a cikkben szereplő információk forrásmegjelöléseként.